# Edith M. Flanigen

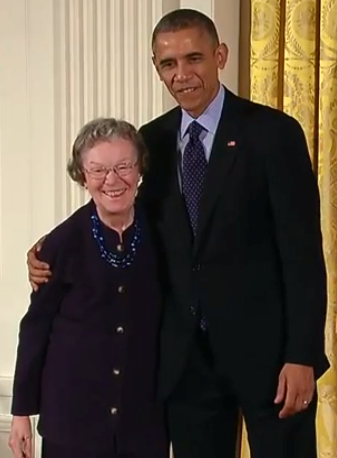
Edith M. Flanigen mit Barack Obama (2014)

Edith Marie Flanigen (* 28. Januar 1929 in Buffalo, New York) ist eine US-amerikanische Chemikerin und Erfinderin.

## Leben
Flanigen erwarb 1950 am D’Youville College in Buffalo, New York einen Bachelor in Chemie und 1952 an der Syracuse University in Syracuse, New York einen Master in anorganischer Chemie. Anschließend ging sie bei Union Carbide in die Chemische Industrie, wo sie 1973 erster weiblicher research fellow (Wissenschaftlicher Mitarbeiter) und 1983 senior research fellow (Leiter einer Arbeitsgruppe) wurde. 1988 wechselte sie zu Universal Oil Products (UOP), einem Tochterunternehmen von Union Carbide und Allied Signal. 1994 ging sie in den Ruhestand, blieb aber als Beraterin für UOP aktiv.

## Wirken
Flanigen hat wichtige Beiträge zur Entwicklung von Molekularsieben aus synthetischen Zeolithen geleistet, die weite Verwendung in der petrochemischen Industrie gefunden haben. Während ihrer Karriere bei Union Carbide und UOP hat Flanigen über 200 neue synthetische Materialien entwickelt und war maßgeblich an der Entwicklung von Zeolith Y beteiligt. Darüber hinaus erfand sie eine Methode zur künstlichen Herstellung von Smaragden, die in Masern (Microwave Amplification by Stimulated Emission of Radiation) und als Schmuck verwendet wurden, und erbrachte bei der Anwendung der Infrarotspektroskopie zur Analyse von Zeolithen Pionierleistungen.
Flanigen ist Inhaberin von mehr als 100 US-amerikanischen Patenten.

## Auszeichnungen (Auswahl)
- 1991 Chemical Pioneer Award[1]
- 1992 Perkin Medal der Society of Chemical Industry[2]
- 1993 Garvan-Olin-Medaille der American Chemical Society
- 2004 Aufnahme in die National Inventors Hall of Fame[3]
- 2004 Lemelson-MIT Lifetime Achievement Award[4]
- 2005 Mitgliedschaft in der American Academy of Arts and Sciences[5]
- 2015 Fellow der American Association for the Advancement of Science